# Willy-Paul Romain
Willy-Paul Romain, né le 28 novembre 1919 à Bordeaux et mort le 15 juillet 2006 à Paris 15e,, est un écrivain français. En 1987 il est lauréat du prix Heredia de l’Académie française pour son ouvrage Suite ancienne.
Il a été directeur de collection chez Arcanes (collection « Humour noir ») et a collaboré à Défense de l'Occident.
Il était conservateur du château de Lourmarin.

## Œuvre
- Présages, illustrations de Clément Hurel, À l'enseigne de l'homme méditant, 1946.
- La Nuit, poèmes, illustrés par Ven Abert, Les éditions du rond-point, 1947.
- Psyché, poèmes, illustrés par Séraphin Gilly, À l'enseigne de l'homme méditant, 1948.
- Paul Valéry: le poème, la pensée, Éditions du Globe, 1951.
- Saint Norbert, un européen, Lyon,  Emmanuel Vitte, 1960.
- Invention de la mer, Mercure de France, 1961.
- L'inspecteur en question, La Table ronde, 1962.
- Les commissaires, Presses de la cité, 1963.
- Un Dieu parmi d'autres, La Table ronde, 1964.
- Le Dossier de police, Rémi Perrin, 1966.
- Suite ancienne, avec 3 lithographies de Liliane Marco, Aux deux collines, 1985.
- Paul Valéry et la Méditerranée, Les terrasses de Lourmarin, 1987.
- Saint Boniface et la naissance de l'Europe, R. Laffont, 1990.
- Sur un poème de Mallarmé, Aguessac, Éditions associatives Clapàs, 1994.
- Six contes insolites, Aguessac, Éditions associatives Clapàs, 1996.
- Poèmes pour lui, Aguessac, Éditions associatives Clapàs, 1998.
- Contes de la vie fantastique, Rémi Perrin, 2000.

Préfaces
- Les quatre vérités de Papillon
- La Vénus à la fourrure Leopold von Sacher-Masoch, introduction et bibliographie par Willy-Paul Romain Paris, traduit par Raphael Ledos de Beauford : le Cercle poche, 2008.